# Cornitermes
Cornitermes (лат.) — род термитов из подсемейства Syntermitinae (Termitidae).

## Распространение
Неотропика. Саванны Южной Америки, с одним видом в Панаме и Коста-Рике.

## Описание
Отличаются передними голенями с правильной линией многочисленных коротких шипиков по внутреннему краю. Бока грудного отдела округлые; усики состоят из 13-15 члеников. Голова солдат отличается коротким, но заметным носом-трубочкой (фонтанеллой). Фонтанелла служит для распыления химического веществ, отпугивающих врагов (муравьи и другие хищники). Переднеспинка седловидная, с отчетливой передней приподнятой лопастью. Питаются полуразложившейся древесиной, подстилкой и травой. Термитники с ярко выраженным центральным ядром, сделанным из картонного материала.

## Систематика

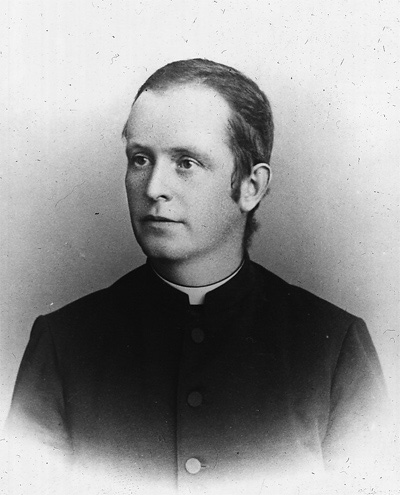
Эрих Васманн, впервые выделивший род Cornitermes

Род Cornitermes был впервые выделен в 1897 году энтомологом Эрихом Васманном (1859—1931) с включением в него вида Termes cumulans Kollar, 1832 (Cornitermes cumulans), который в 1949 году был обозначен в качестве типового вида. Долгое время входил в состав подсемейства Nasutitermitinae. В 2004 году в результате ревизии, проведённой американскими энтомологами Майклом Энджелом и Кумаром Кришной, род был включён в отдельное подсемейство Syntermitinae. Род Cornitermes это однородная монофилетическая группа, которая обладает сходством с родами Procornitermes и Syntermes.
- Cornitermes acignathus
- Cornitermes bequaerti
- Cornitermes bolivianus
- Cornitermes cumulans
- Cornitermes falcatus
- Cornitermes incisus
- Cornitermes ovatus
- Cornitermes pilosus
- Cornitermes pugnax
- Cornitermes silvestrii
- Cornitermes incisussnyderi
- Cornitermes villosus
- Cornitermes walkeri
- Cornitermes weberi